# Фусімі Хіроакі
Принц Фусімі Хіроакі (яп. 伏見宮 博明王; 26 січня 1932, Токіо) — останній (24-й) голова молодшої гілки Імператорського дому Японії Фусімі-но-мія.

## Біографія
Єдиний син принца Фусімі Хіройосі. Здобув освіту в елітній школі Гакусюїн. 16 серпня 1946 року після смерті свого діда, принца Фусімі Хіроясу, 23-го глави дому Фусімі-но-мія, принц Хіроакі став 24-м главою дому і отримав титул «Його Імператорська Високість». 14 жовтня 1947 року, після реформування Закону про Імператорський дім, принц Фусімі Хіроакі втратив титул імперського принца. Пізніше він подорожував США і навчався у Центральному коледжі в Кентуккі. Після повернення в Японію продовжив кар'єру в компанії Mobil.

## Сім'я
Принц був одружений з Токіко Йосікава, дочкою президента компанії Yoshikawa Optical Instruments. В пари народились 3 дочки:
- Акіко (1959)
- Нобуко (1961)
- Масако (1964)